# Roberto Cartes
Roberto Rodrigo Cartes Contreras (Concepción, Chile, 6 de septiembre de 1972) es un exfutbolista chileno. Jugaba como mediocampista, y su último club fue Lota Schwager de la Segunda División de Chile. 

## Selección nacional
Por la Selección chilena participó de la Copa América de 1999. Disputó un total de 7 partidos por La Roja, marcando 1 gol.

### Participaciones en Copa América
| Copa América      | Sede     | Resultado    |
| ----------------- | -------- | ------------ |
| Copa América 1999 | Paraguay | Cuarto lugar |

## Clubes
| Club                        | País      | Año       |
| --------------------------- | --------- | --------- |
| Huachipato                  | Chile     | 1992-1998 |
| Argentinos Juniors          | Argentina | 1998-1999 |
| Gimnasia y Esgrima de Jujuy | Argentina | 1999-2000 |
| La Piedad                   | México    | 2001      |
| Querétaro                   | México    | 2001-2002 |
| San Luis                    | México    | 2002-2003 |
| Celaya                      | México    | 2003-2004 |
| Tigrillos Broncos           | México    | 2004-2005 |
| Águilas Riviera Maya        | México    | 2005-2006 |
| Tampico Madero              | México    | 2006-2007 |
| Huachipato                  | Chile     | 2008      |
| Tampico Madero              | México    | 2009      |
| Albinegros de Orizaba       | México    | 2009      |
| Lota Schwager               | Chile     | 2010      |

- Datos: Q2064075